# トレジャーガウスト 史上最強のハンターコンビ!!
『トレジャーガウスト 史上最強のハンターコンビ!!』（トレジャーガウスト しじょうさいきょうのハンターコンビ）は、バンダイの玩具『トレジャーガウスト』を題材にした勝見直人作の漫画で、2006年4月号から2008年8月号まで『別冊コロコロコミック』に、2006年9月号から2008年9月号まで『月刊コロコロコミック』に連載された。

## ストーリーの流れ
単行本1巻〜3巻 『七悪霊（ヘルセブンガウスト)編』
最凶のガウストハンター「範人」がチャイドランや他のガウストと共に七悪霊とその刺客と戦っていくストーリー。
単行本4巻〜6巻 『最強ハンター決定戦編』
願いを叶える伝説のガウストガウノーヴァをゲットするために、範人とチャイドランが、大会で範人の家族や強豪者と戦うストーリー。

## 登場人物

### 主要人物
範人（はんと）
年齢：12
血液型：O
- パートナーガウスト - チャイドラン、ヴァンキュラー、ヘルロッド、ジャックビリー etc.

人間側の主人公。ガウストを釣るためならどんな手段でも使う史上最強（最凶）の凄腕ガウストハンター。その釣りテクニックは無鉄砲かつルール違反ギリギリなものが多い。しかしそれには緻密に練られた裏付けが施されており、成功することが多い。範人に捕獲されたガウストは絞られてやせ細った姿になったり、忠誠心を持つようになる。本人曰く「実力の無いハンターは仲間として認めない」。通っている小学校では超優等生で有名であるが、実は捕獲したガウストを脅した上でその力を奴隷の如く借りているだけである。分身の術という特技を持つが、実際はアルバイトとして時給1,000円で集めた人々に自身のコスプレをさせただけであった。1巻の特別読み切りから家族がいることが判明しており、3兄妹の次男。弱点は兄の斬人と自分がトラウマとなったある写真（前者は大会時に克服）。
機種はストラップハンターだったが、グリップ戦でギアレットハンターに進化する。
最強ハンター決定戦では、予選からいきなりギルガドランのマグネライズリングの設定を間違えるハプニングがあったが、それを乗り越え予選を通過。斬人戦とドロ戦でチャイドランとの新技「チャイド乱舞」を使う。
準決勝対戦相手の柊人を破って決勝まで進んだが、母の浮夜が前述の写真をダシに利用したことが原因でバトル前に棄権を宣言してしまう。
最後に大会の主催者であった父の銃人と激戦を繰り広げ、勝利する。そして捕獲したガウノーヴァへの願いは「死んだガウストとガウストハンターを復活させること」。理由はまだまだ強いガウストやハンターと戦いたいからであった。
チャイドラン
ガウストの1匹で範人のパートナーガウスト（?）。ガウスト側の主人公。父親を七悪霊（ヘルセブンガウスト）に殺され、復讐のために鍛えたいたずらの腕と戦う力は一流。時々、ギルガドランに進化する。
何かと範人に仕返ししようと様々なイタズラを仕掛けるも失敗の連続。
2巻でキャプテン・ガリバーに捕獲されてしまい脱出を試みるが、彼のガウスト・デスホールドランが自分の父親の仇であるガウストだと知って恐怖感を抱き、敢えて洗脳したフリをして範人と戦った上で諦めて帰らせようとするが、範人の説得により再びコンビを組むことになり、デスホールドランに立ち向かった。
最強ハンター決定戦では予選を通過後、再び範人と立場の関係について対立し、浮夜から範人の弱点を教える代わりに1回戦で敗退するよう約束され困惑するが、範人との協力で弱点を克服させた。斬人戦とドロ戦で範人との新技「チャイド乱舞」を使う。2回戦前にガウノーヴァから範人たち家族の五年前を知らされる。

### 七悪霊（ヘルセブンガウスト）使い
キャプテン・ガリバー
- パートナーガウスト - デスホールドラン → プリズメテオドラン → ホワイトホールドラン（最強ハンター決定戦後）

海賊船の船長のような格好をしており、範人とチャイドランの関係を前から知っていた。目に大きな傷があり、眼帯を付けている。範人達の前に現れチャイドランを捕獲した。『範人とチャイドランを組ませたらいけない』ということを考え、その後、3人のガウストハンターに範人を倒すように仕向ける。
かつてはデスホールドランと優秀なハンターコンビだったが、範人の家族と戦うべく、最愛のパートナーガウストを傷つけたくないがためにパートナーを変えたことが原因で、彼の攻撃によって深いキズを負わされ心を完全に失い、身体を操られるただの「抜け殻」となっていた。
最後に意識を取り戻し、自分の思いをデスホールドランに伝えるもまったく伝わらずに噛み殺されたが、6巻書き下ろしの後日談で範人の願いにより復活した。
弱杉（よわすぎ）
- パートナーガウスト - ヴァンキュラー → オウマーシカ（最強ハンター決定戦時）

探検隊の格好をしたガウストハンターだが実力は名前の通り最弱。チャイドラン達ガウストを捕らえようとするが、デコピンを食らっただけで大泣きする（もちろんチャイドランも呆れた）。その後やって来た範人にぶん殴られ、泣きながら逃げる。
その後、範人とチャイドランの復讐を果たすべく七悪霊のヴァンキュラーに魂を売ってしまいパンク・ファッションの様な服装に変え、名前も「悪杉（わるすぎ）」と改めるが、結局またも範人にあっさり敗れる。
最強ハンター決定戦では元の姿で再登場し、予選では他のガウストハンターより先に始めるが釣り糸が切れて失格。
トリガー
- パートナーガウスト - ジャックビリー

冷徹な女性ガウストハンター。範人が当時持っていたストラップハンターとは異なる、ストラップガンマンを所持している。黒い覆面を被り、恐そうな雰囲気を与えているが可愛い物に目がなく、それらしいのを見ると本性を表す。素顔はロングヘアーの美人であるためか、自分の顔が一番の弱点（自分の顔を傷つけたくないから）。
後に最強ハンター決定戦で再び覆面を被って再登場したが、予選で失格となったのが確認される。
バレット
- パートナーガウスト - ヘルサウスザーク、ウルティモノーズドラン

巨漢のガウストハンター。トリガーと同じくストラップガンマンを持ち、2つの七悪霊のガウストラップを同時に操ることが出来る。ヴァンキュラーの捨て身の攻撃と範人の攻撃に倒された。後に最強ハンター決定戦で再登場した。
グリップ
- パートナーガウスト - チャイドラン

帽子を被ったガウストハンター。洗脳された（フリをした）チャイドランを使っていたが、チャイドランと範人が再び協力したため、あっけなく倒された。ちなみに最強ハンター決定戦では彼らしき姿は確認されなかった。

#### 七悪霊（ヘルセブンガウスト）
ビックウェーブ
1話に登場する最初の七悪霊の1匹。範人とチャイドランに襲いかかるが捕獲された。
ヴァンキュラー
範人のガウストの1匹。元々はキャプテン・ガリバーのガウストで七悪霊の1匹（メンバーの中では最弱）で弱杉と手を組み、範人とチャイドランと戦い捕獲されるが、その後は改心した。
トリガー戦では範人のガウストとして登場し、序盤で自慢の歯がガンマンによって砕けてしまうが、自身の得意である逃げ足が釣り糸によって作られたバリアを生み出すことになった。
ヘルサウスザークとの戦いで範人を守るため、捨て身の攻撃で死亡したが、6巻書き下ろしの後日談で範人の願いでカイザーヴァンキュラーとして復活するものの、範人に無視される。
ヘルロッド
範人のガウストの1匹。元々七悪霊の1匹で、チャイドランに化けて範人を倒そうとするがバレてしまい捕獲される。その後は範人に協力し、トリガー戦では可愛い人形に化けようとするが、その姿が日本人形で怖すぎたため、トリガーのガンマンショットに撃たれる。バクキャノンドラン戦でもヴァンキュラー達と共に範人に協力した。
ジャックビリー
七悪霊の1匹。トリガーとコンビを組み範人に襲いかかるが、トリガーが弱点を突かれ戦闘を止めてしまい、自身も弾切れを起こしたため負けを認める。その後はバクキャノンドラン戦やガリバーの居場所について教える等、範人に協力した。
ヘルサウスザーク
七悪霊の1匹。バレット、ウルティモノーズドランと共に瀕死の範人を襲うが、ヴァンキュラーの捨て身の攻撃を受け死亡した。6巻書き下ろしの真最終話で範人の願いにより他のガウストと共に復活する。
ウルティモノーズドラン
七悪霊の1匹。バレット、ヘルサウスザークと共に瀕死の範人を襲う。ヴァンキュラーの捨て身の攻撃では死亡しなかったが、ヴァンキュラーが残した爪のかけらで動きを止められた所を復活した範人に捕獲された。
バクキャノンドラン
最大級の大きさを誇る要塞竜ガウスト（七悪霊の1匹ではない）。要塞の内部はキャプテン・カリバーの部屋となっている。範人の馬鹿力でテレビ塔に縛り付けられ動きを封じられてしまい、後にデスホールドランに吸い込まれる。
デスホールドラン
宇宙級のガウストである七悪霊のリーダーで、チャイドランの父の仇。かつてはキャプテン・ガリバーのパートナーだったが、彼がパートナーを変えたことがきっかけとなり彼と決別。大きな傷を負わせ、身体を操ることに成功する。
チャイドランが範人と組むと仇を討たれると思い、チャイドランを捕獲した。
自身の持つブラックホールの力ですべてを飲み込もうとするも、範人とチャイドランとの連携プレーに敗れるが、体の一部を残して復活する。その後は浮夜に捕まり、彼女のパートナーガウストとなるが、最強ハンター決定戦での銃人の一撃で再び倒される。
6巻書き下ろしの後日談では、範人の願いによりホワイトホールドランとして転生し、キャプテンガリバーのパートナーとして登場した。

### 範人の家族（通称 極悪ハンター一族）
ツナミ
年齢：14
血液型：O
- パートナーガウスト - ガウオーディン

3兄妹の長女で範人の姉。「超〜」が口癖。中学生の年齢と思えないほど胸が大きく、胸元の開いた服とミニスカートを着用している。
釣りテクニックはあまり上手ではないが、相手やガウストを騙すテクニック（通称：超ウソ）は一級品。人をおちょくるのが好きという、範人よりも勝る非常に嫌な性格の持ち主。その性格は大会で存分に発揮されており、予選では斬人のジークチャリオンを借り、絶体絶命な所を回避して突破。本戦トーナメント選抜にて自身がミニスカートであることを逆手に取り「パンツ見えちゃう」と恥ずかしがる振りをしつつハンターたちをおびき寄せ、押し寄せてきたところで海へ葬った。ただし祖父の釣り仙人には効かないらしく、作中2度もパンツを覗かれている。勿論、実際覗かれると怒る。
範人に対して厳しい評価をしているが、本当は弟思いで、範人を追い詰めようとするドロに対して激昂した一面を持つ。
本戦トーナメントでは1回戦突破し、2回戦に釣り仙人と対決するが、乱入してきた柊人と勝負になる。初めはあえて釣り仙人のパートナーガウストを入れ替えたつもりで挑み、ナイトメアリーを使っていると柊人に見せかけて、捕獲された後に隙を見せて本来のパートナーガウストであるガウオーディンで襲撃するも、柊人の巧みなテクニックによって敗北する。
釣り仙人（つりせんにん）
年齢：73
血液型：B
- パートナーガウスト - ナイトメアリー

範人の祖父で銃人の父親。本名は不明。ツナミに対して、スカートを覗く、胸に顔をこすりつけるなどのセクハラを行うエロジジイ（ツナミの弁）。
一見お茶目な老人（実際そうなのだが）で、飄々とした態度を見せるが、ツナミ曰く一族の誰より強いらしく、大会予選では範人の釣りテクニックを詳しく解説するなど、熟練振りを見せた。
ただし大会予選では斬人の実力を知った上で戦うのを渋っており、またツナミに敗北しているため、実際そこまで実力はない言動がある。
本戦トーナメントでは1回戦突破し、2回戦ツナミと勝負するが、乱入してきた柊人と勝負になる。初めはあえてツナミのパートナーガウストを入れ替えたつもりで挑むが、ナイトメアリーが捕獲されたため、先に敗北する。
斬人（ざんと）
年齢：16
血液型：AB
- パートナーガウスト - ジークチャリオン

3兄妹の長男で範人の兄。本戦トーナメントでは範人の1回戦相手。大会予選から登場し、本戦トーナメント選抜が行われるまで名前は明らかにされてなかった。
自信家で冷酷な性格で、侍の様な容姿で常に目を閉じている（その理由は本人曰く、雑魚相手に目を向けるなんて、所詮無駄だから）。
ツナミや釣り仙人もバトル相手として近づきたくない程の実力の持ち主で、今まで範人とのガウストバトルで1000勝をあげていた。
ガウノーヴァへの願いはこの世からガウストバトルをなくす（理由は自分より強い相手がいないことと二度と範人に挑戦を受け付けないこと）というものだったが、終盤の範人とチャイドランの「チャイド乱舞」に圧倒され、目を開けぬまま敗北する。後から、ニセ銃人と浮夜のバトルで目を開けたまま再登場する。
浮夜（うきよ）
年齢：36
血液型：B
- パートナーガウスト - デスホールドラン

範人の母親。本戦トーナメントでは範人の決勝戦相手。まるで仮面舞踏会を髣髴とさせる容姿で、背中に大きな棺桶を背負っているのが特徴。範人のことを「範人ちゃん」と呼ぶ。
なお、5年前の家族写真に写った姿は今とは全く違い、普通の姿であった。
パートナーガウストのデスホールドランはキャプテン・ガリバーの時より倍の姿で棺桶の中に入っており、今までのガウストバトルで姿を見せず、相手を秒殺した。
決勝戦では、母親だからこそ知り得た範人の弱点を巧みに利用し、不戦勝で優勝。また、既に大会の主催者を知っていたのか、ガウノーヴァに「大会の主催者に会いたい」と願い、ついに姿を現した主催者にして夫の銃人に勝負を申し込むが、一撃で倒されてしまう。範人と銃人の決戦後は意識を取り戻している。
銃人（がんと）
年齢：39
血液型：A
- パートナーガウスト - セントコロガドラン → ガウノーヴァゼロ → セントコロガドラン

範人の父親。5年前に「家族と幸せに暮らす」という願いを叶えるため、当時子分だったドロと共にガウノーヴァをゲットする旅に出る。機種はギアレットガンブレード。
パートナーはセントコロガドランだったが、ガウノーヴァと戦っているところでドロに奪われ、そのままガウノーヴァに殺されかけたが、捕獲に成功する。そしてたった一人で神に勝ち、手に入れた神の力を試そうと考え、その願いで最強ハンター決定戦を開いた（家族との願いは建前で、こちらが真の願いだったと推測される）。
最強ハンター決定戦では浮夜の願いにより姿を現し、勝負を申し出る浮夜を一撃で倒し、範人の実力を見極めるべく、ガウノーヴァゼロと共に範人と決戦を繰り広げた。この時、目のハイライトは消えていたが、敗北後は元に戻っている。
1年後では再びセントコロガドランをパートナーにしている。
キャサリン
範人の祖母で銃人の母親。本名かどうかは不明。4巻の範人の家系図で明らかにされた。なぜかビキニ姿。
範人の祖父、祖母
浮夜の両親。既に範人が幼い頃に他界している。一巻の特別読み切りに登場。
ポチ
範人が幼い頃に飼っていた犬。既に他界している。一巻の特別読み切りに登場。

#### 家族のガウスト
ガウオーディン
ツナミのパートナーガウスト。最初は釣り仙人のガウストとして登場した。柊人とカブトガリバーの連携プレーにより確保された。
ナイトメアリー
釣り仙人のパートナーガウスト。選んだ理由は単に「可愛いから」。最初はツナミのガウストとして登場した。
ジークチャリオン
斬人のパートナーガウスト。ツナミが使った時には特に何もしなかったが、斬人が使うと桁違いの強さを発揮する。
範人を苦戦させたものの、範人とチャイドランの「チャイド乱舞」に圧倒され捕獲された。アニメでは柊人のパートナーガウストとして登場する。
ガウノーヴァ
神と呼ばれるガウスト。自身を捕獲した者の願いを1つ叶える能力を持ち、捕獲した銃人の願いを叶えて最強ハンター決定戦を開いた。
最強ハンター決定戦では銃人のパートナーガウストとしてガウノーヴァゼロに進化し、範人とチャイドランと戦った。敗北した後は進化前の姿に戻り、範人の願いを叶え、今まで死んだガウスト・ガウストハンターを蘇らせた。

### 最強ハンター決定戦で登場した出場者とガウスト
ドロ
年齢：32
血液型：B
- パートナーガウスト - セントコロガドラン

最強ハンター決定戦に登場。範人の2回戦相手で、銃人の元子分（他にもかつて2人のハンターの子分にもなっていた）。細長い体型で5年前は地味な格好をしていたが、現在では派手な格好になっている。機種はギアレットガンブレード。
5年前、金目当てで銃人の子分になったが、ガウノーヴァを捕まえる銃人の隙をついてパートナーガウストを奪い、そのまま見捨てて逃亡。
3人のガウストハンターの技をそっくりコピーした得意技で徹底的に追い詰めるも、範人とチャイドランの「チャイド乱舞」に圧倒され敗北する。ちなみに最終話で観客として再登場する。
セントコロガドラン
元々は銃人のパートナーガウストだったが、ガウノーヴァとの戦いの際にガウストギアを奪われドロのパートナーとなってしまう。その後、最強ハンター決定戦で範人に敗れ捕獲された。6巻書き下ろしの後日談では、再び銃人のパートナーとなっている。
柊人（しゅうと）
年齢：12
血液型：A
- パートナーガウスト - カブトカリバー（漫画）、ジークチャリオン（アニメ）

アニメ版でも登場した最強ハンター決定戦に乱入したガウストハンターで、逆輸入という形で登場。機種はギアレットガンブレード。キャラクター設定がアニメとは異なっている。
性格はクールであるが、腹黒い一面も見せる。弱いガウストというハンデを逆手にとって、相手を追い詰めて勝つことにこだわりを持っている。パートナーのカブトカリバーは彼の命令に従って戦っている。
ツナミと釣り仙人をたった一人で打ち破り、範人の準決勝の相手となる。元々ガウノーヴァに願いを叶えてもらうことは興味なく、銃人と戦うことが本当の目的。
範人と熱戦を繰り広げるも敗れ、バトルでガウストとの絆の強さを思い知り、自分の経験不足を理由にガウストハンターをやめようとするが、カブトカリバーを返され、再び続けることを決意する。
ちなみに実は4巻のハンター集合のページで登場している。
カブトカリバー
柊人のパートナーガウスト。能力の低さから、他のガウストハンターからも見捨てられていたが柊人に拾われる。最強ハンター決定戦では範人の言葉がきっかけとなり潜在能力を発揮し範人を苦戦させた。最終的に捕獲されるも、柊人の元に返された。
金成（かねなり）
- パートナーガウスト - コロガドラン

1巻に登場した金持ちガウストハンター。パートナーはコロガドランだったが、範人とのバトルに負け、捕獲される。4巻のハンター集合のページと最終話で観客として再登場した。
コロガドラン
金成のパートナーガウスト。範人に捕獲された直後に、やせ細った姿になってしまった。
雑魚田さん（ざこたさん）
- パートナーガウスト - セントコロガザーク

本戦トーナメント選抜で範人の前に現れた変なおじさん。レオタード姿で何故かラップ口調。腕が耐え切れず落下し、パートナーガウストを使うも範人に奪われ、海に落ちた。最終話では観客として再登場している。
ニセ銃人
- パートナーガウスト - ソルティックコロガドラン

浮夜の準決勝相手。パートナーはソルディックコロガドランだが浮夜にあっさり負けた。ギアレットガンブレードの紋章のマスクに銃人の服装をしていたが、素顔は地味なおじさんだった。銃人の姿をしていた理由は単にファンで憧れていたから。
我楽卓人（がらく たくと）、マサト、レナ
4巻のハンター集合のページに特別出演したキャラクター。卓人はアニメ版で、マサト、レナはゲーム版に登場。
ちなみに卓人は予選で失格となったのが確認される。

### その他
Mr.ビクトリー
GHC（ガウストハンターカンパニー）の総司令官兼Gハンター養成所の教官で、当時、生徒だった範人の無法っぷりに頭を悩ませたことがある。実写とゲームより顔が若く見える。最強ハンター決定戦では司会進行を務めた。
王子（おうじ）
ガウスト思いの優しい少年。ストラップハンターを持っているが、ガウストバトルはしない。理由はバトルでガウストを傷つけるのも傷つけられるのも嫌なのである。そのため、その場で強いガウストに襲われているガウストをすぐに助けず、事が終わったところで治療にあたるため、バトルに消極的なところがある。根は優しいが、笑顔でありながら何故か暴言を吐くことがある。

#### ガウスト
ダルクドラン
チャイドランの友人。普段の姿はチャイドランと似ているが、凶暴化すると本来の大柄な姿になる。範人に捕獲された後は彼の下僕となり、チャイドランを捕えようとした。
スケリオーネ
ガウストたちのアイドル的存在。キュートな性格だが中身はかなり腹黒い。相手をメロメロにさせて自分の味方にさせるが、範人にはまったく効果がなく、捕獲される。
メガタマヤ
範人の弱点を知りたいチャイドランに協力してきたガウスト。格上の相手だとすぐさま胡麻を摺るのが仇となり、結束した範人とチャイドランに捕獲される。
パラドッグ
範人がトリガーの本性を暴くために召喚されたガウスト。気弱な性格。
ダルクーバ
お小遣いを貰いアイテムを買いにいこうとしている範人から、チャイドランを利用して意味のない物を買わせて金を巻き上げたが、結局捕獲され、タダ働きをされる羽目に。
メロメイド
単行本未収録のエピソードに登場。空腹で倒れかけたチャイドランに作ったケーキをあげ、以降毎日ケーキをあげたことでチャイドランに恋を芽生えようとしたが、実際は彼氏であるスパイラルウルフがケーキを食べようとしなかったため、捨てるには勿体ないと思い、たまたまチャイドランがおいしそうに食べていたため、彼女からはケーキが好きと思われていたためにチャイドランの恋はあっけなく終わった。
スパイラルウルフ
単行本未収録のエピソードに登場。メロメイドの彼氏。ぶっきらぼうな性格、甘い物が苦手で彼女が作ったケーキを一切口をつけようとしないが、彼女のことが嫌いという訳ではない。

## 作中用語
最強ハンター決定戦
ガウノーヴァが銃人の願いより開催したガウストハンター最強を決める大会。優勝した者にはガウノーヴァから一つだけ願いを叶えることができる。会場は地下深くにある広い空間。
予選は不特定多数のガウストを捕獲する「ギョグン」で目標は20匹。釣り糸が切れる、ガウストから攻撃を受けた場合はその地点で失格し、穴に落下する。ルール上「借り物」のガウストでも捕獲対象となる。制限時間は無し。捕獲対象のガウストは今までハンターに捕獲されGHCに転送されたガウストでハンター相手に成果を挙げれば自由の身となる。
予選突破後は会場内にある「ハンタードーム」で本戦トーナメント選抜を行う。
人間トーナメント
本戦トーナメント選抜の名称。ドーム内はホログラムの空に立体状のトーナメント表が浮かんでおり、A～Pの全16ブロックからブロック下に設置されている丸太に釣り針を引っ掛け、制限時間内までその場をキープできればそのブロックに入ることができる。
1ブロック1人のみ。2人以上いた場合はどちらかが落下するか別のブロックへ移動。片方のブロックが無人だった場合1回戦不戦勝となる。下にある海に落下したら即失格。

## その他
- コロコロ2007年9月号に掲載された「G(ガウスト)ハンター集結!?」にて範人の家族が集合している所にもう一人のキャラ（おそらく範人の弟）がシルエットで登場していたが、都合上いなかったことになっている（コミックス4巻にて修正済）。
- 2007年6月11日より15日までの5日間、『おはスタ』（テレビ東京系）内でアニメが放映された（ただし、漫画から登場したのは範人とチャイドランのみとなっている。柊人はアニメでのキャラクターとなっている）。